# Windows Anytime Upgrade
Windows Anytime Upgrade (WAU) - usługa dostępna w systemie Windows Vista i Windows 7. Pozwala na zmienienie wersji na wyższą. Dzięki temu, nie trzeba dokupować w sklepie żadnej nowej wersji. Istnieją dwie opcje uaktualnienia: tryb online, w którym kupuje się wersję i wprowadzenie kodu uaktualnienia. 